# Kietz (Lenzerwische)
Kietz ist ein bewohnter Gemeindeteil der Gemeinde Lenzerwische des Amtes Lenzen-Elbtalaue im Landkreis Prignitz in Brandenburg.

## Geografie
Der Ort liegt zwei Kilometer westnordwestlich von Wootz, dem Sitz der Gemeinde Lenzerwische und zehn Kilometer westsüdwestlich von Lenzen (Elbe), dem Sitz des Amtes Lenzen-Elbtalaue. Auf der Gemarkung Kietz befindet sich zudem der Wohnplatz Rosensdorf.
Nachbarorte sind Groß Schmölen und Polz im Norden, Breetz im Nordosten, Wootz im Osten, Klein Wootz und Gorleben im Südosten, Pölitz im Süden, Laase und Pretzetze im Westen, sowie Grippel und Unbesandten im Nordwesten.

## Geschichte
Um 1800 gehörte der Ort zum Lenzenschen Kreis der Provinz Prignitz; ein Teil der Kurmark der Mark Brandenburg. In einer Beschreibung dieser Landschaft aus dem Jahr 1804 werden das Dorf und das Gut mit insgesamt 15½ Hufen und 379 Einwohnern angegeben und als Besitzer wird der Deichhauptmann von Jagow zu Rühstedt genannt. Hier waren zu dieser Zeit ein Rademacher, ein Schuster, vier Halbbauern, sechs Büdner, acht Ganzbauern, zehn Kossäten und 18 Einlieger tätig. Darüber hinaus waren neben gutem Boden eine Schmiede, eine Windmühle und 42 Feuerstellen vorhanden. Die hiesige Dorfkirche war damals eine sogenannte Mutterkirche der Inspektion Lenzen und der Adressort war ebenso Lenzen.
Zum 1. Oktober 1972 wurde das zuvor selbständige Kietz nach Wootz eingemeindet. Seit dem 26. Oktober 2003 ist Kietz ein bewohnter Gemeindeteil der Gemeinde Lenzerwische.

## Kultur und Sehenswürdigkeiten
Die Dorfkirche Kietz befindet sich an der Ringstraße und wurde in die Denkmalliste des Landes Brandenburg aufgenommen.